# Redemption Coverage
Unter einer Redemption Coverage (sinngemäße Übersetzung: „Rücklaufversicherung“; von eng. Redemption= Rücknahme, Einlösung) wird eine Versicherung aus dem Bereich der Sachversicherungen als Teil des Risikomanagements eines Unternehmens verstanden. Redemption Coverage kann die Marketing-Maßnahmen eines Unternehmens gegen übermäßige Warenrücksendungen (etwa bei Geld-zurück-Garantien) oder unvorhergesehen hohe Inanspruchnahme (etwa bei Gutschein-Aktionen) absichern. In Deutschland ist diese Form der Absicherung mit Ursprung in den USA noch nicht verbreitet, weshalb viele Marketing-Aktionen ohne eine solche Absicherung durchgeführt werden. Auch ist die Zahl der Versicherungsunternehmen, die diese Art des Risiko-Managements anbieten, im deutschen und insbesondere europäischen Raum noch gering. In den Vereinigten Staaten werden indessen bereits seit den 1980er Jahren Verkaufsaktionen mit Absicherungen gegen Marketing-Risiken durchgeführt.

## Ursprung
Das Prinzip der Redemption Coverage wurde in den 1980er Jahren von Bob Hamman, einem mehrfachen Bridge-Weltmeister entwickelt. Er gründete im Jahre 1986 die in den USA, Dallas, Texas ansässige Agentur SCA Promotions, die diese Form des Risikomanagements bis heute durchführt. Der Begriff "Redemption Coverage" wurde erst im Jahr 2004 von der EMIRAT AG in München entwickelt und patentrechtlich geschützt und wird heute weltweit als allgemein gültiger Begriff dieser Versicherung verwandt.

## Beispiele für Anwendungen
- Aktionen mit Geld-zurück-Garantie
- Gutschein-Aktionen
- Sammelaktionen
- Rabatt-Aktionen